# Лохерн (Меріленд)
Лохерн (англ. Lochearn) — переписна місцевість (CDP) в США, в окрузі Балтимор штату Меріленд. Населення — 25 511 особа (2020).

## Географія
Лохерн розташований за координатами 39°20′52″ пн. ш. 76°43′38″ зх. д. / 39.34778° пн. ш. 76.72722° зх. д. (39.347883, -76.727166).  За даними Бюро перепису населення США в 2010 році переписна місцевість мала площу 14,56 км², з яких 14,49 км² — суходіл та 0,08 км² — водойми.

## Демографія
Згідно з переписом 2010 року, у переписній місцевості мешкали 25 333 особи в 9865 домогосподарствах у складі 6591 родини. Густота населення становила 1739 осіб/км².  Було 10427 помешкань (716/км²).
Расовий склад населення:
| - 80,7 % — чорних або афроамериканців - 13,8 % — білих - 1,2 % — азіатів - 0,3 % — корінних американців - 0,1 % — вихідців з тихоокеанських островів - 1,7 % — осіб інших рас |

До двох чи більше рас належало 2,2 %. Частка іспаномовних становила 3,6 % від усіх жителів.
За віковим діапазоном населення розподілялося таким чином: 22,3 % — особи молодші 18 років, 61,9 % — особи у віці 18—64 років, 15,8 % — особи у віці 65 років та старші. Медіана віку мешканця становила 40,6 року. На 100 осіб жіночої статі у переписній місцевості припадало 84,9 чоловіків;  на 100 жінок у віці від 18 років та старших — 79,8 чоловіків також старших 18 років.
Середній дохід на одне домашнє господарство  становив 70 761 долар США (медіана — 56 596), а середній дохід на одну сім'ю — 82 714 долари (медіана — 69 151). Медіана доходів становила 46 671 долар для чоловіків та 44 854 долари для жінок. За межею бідності перебувало 8,4 % осіб, у тому числі 10,3 % дітей у віці до 18 років та 5,8 % осіб у віці 65 років та старших.
Цивільне працевлаштоване населення становило 12 495 осіб. Основні галузі зайнятості: освіта, охорона здоров'я та соціальна допомога — 28,8 %, публічна адміністрація — 13,1 %, роздрібна торгівля — 9,8 %, науковці, спеціалісти, менеджери — 9,2 %.